# Cavan GAA
Il Cavan County Board, più conosciuto come Cavan GAA, è uno dei 32 county board irlandesi responsabile della promozione degli sport gaelici nella contea di Cavan e dell'organizzazione dei match della propria rappresentativa (Cavan GAA è usato anche per indicare le franchigie degli sport gaelici della contea) con altre contee.

## Calcio gaelico
Nonostante non vinca un trofeo principale dal 1997, la contea è in realtà una delle più titolate dell'Irlanda a livello di calcio gaelico (sesta nel ranking), avendo vinto 5 titoli All-Ireland nell'arco di 19 anni, tra 1933 e 1952. Forse la più suggestiva fu quella del 1947, quando la squadra batté Mayo nella finale che si tenne al Polo Grounds di New York.
La contea è la più titolata in termini di vittorie provinciali, ben 37, anche se quelle recenti sono piuttosto rare.
Cavan è sempre stata al centro di ribellioni all'interno della GAA e soprattutto del board dell'Ulster. Per controversie sorte contro l'associazione provinciale, nel 1917 proposero una nuova provincia a cui prendessero parte, oltre a loro, anche Meath, Westmeath, Longford e Louth. Oltre a questo hanno tentato in più occasioni di entrare nel Connacht Senior Football Championship, sempre per gli attriti con l'Ulster GAA e per la poca competitività al tempo delle squadre che vi partecipavano.

### Albori
L'anno seguente alla fondazione nell'Hayes Hotel di Thurles, Contea di Tipperary, avvenuta il 1 novembre 1884, il calcio gaelico conobbe una diffusione esponenziale in tutta la nazionale e la contea di Cavan non fece eccezione: il primo club della contea, chiamato Ballyconnell Joe Biggars in onore dell'esponetne nazionalista di West Cavan Joe Biggar, avvenne nel 1885. Il primo presidente del club fu Thomas O'Reilly mentre il primo segretario John Alex Clancy.  Il nome del club fu poi cambiato poco tempo dopo in Ballyconnell First Ulsters.
Dal 1886 in poi si aggiunsero velocemente altri club: il Bailieboro Home Rulers fu il secondo club ad affiliarsi al board di contea, seguito poi dal Mullagh Breffnians ed il Maghera MacFinns. Nel 1886 erano già molti i club più o meno amatoriali ben radicati nelle vecchie parrocchie della contea e sostenuti da un discreto senso di appartenenza territoriale ed orgoglio nazionale. Le squadre marciavano verso il campo dinanzi alle bande locali spesso spostandosi in tram, mentre il Mullagh Cross Independence, fondato nel 1887, decise di andare ai propri match a cavallo.
La prima convention del board fu tenuta il 27 dicembre 1887 nel McGoldrick's Hotel a Ballyjamesduff. La primissima finale di contea di Cavan, seguendo le regole della GAA, fu giocata in un campo fuori Cavan il 30 aprile 1887 e fu disputata dal Ballyconnell First Ulster's ed il Maghera Mac Finns. 

### Periodo aureo
Il periodo aureo della contea di Cavan, nel quale sono stati vinti tutti i titoli All-Ireland, è compresso in circa 19 anni: nella prima vittoria interruppero le cinque possibili vittorie di fila di Kerry con un gol allo scadere di Vincent McGovern al Breffni Park nel 1933, batterono quindi Galway e Kildare rispettivamente nelle finali 1933 e 1935. Vinsero poi la celebre finale del 1947 tenutasi al Polo Grounds di New York, seguita da un'epica battaglia con Mayo nel 1948 nel giorno passato alla storia come "big wind" ("grande vento") (Cavan conduceva 3-2 a 0 a metà tempo ma vinse solo pe 4-5 a 4-4 alla fine). Batterono quindi Meath nella finale replay del 1952 grazie a una grande prestazione ai tiri liberi di Mick Higgins.

### Titoli
- All-Ireland Senior Football Championships:5
  - 1933, 1935, 1947, 1948, 1952
- All-Ireland Junior Football Championships:1
  - 1927
- All-Ireland Minor Football Championships:2
  - 1937, 1938
- National Football League:2
  - 1949, 1950
- Ulster Senior Football Championships: 39
  - 1891, 1903, 1904, 1905, 1915, 1918, 1919, 1920, 1922, 1923, 1924, 1925, 1926, 1928, 1931, 1932, 1933, 1934, 1935, 1936, 1937, 1939, 1940, 1941, 1942, 1943, 1944, 1945, 1947, 1948, 1949, 1952, 1954, 1955, 1962, 1964, 1967, 1969, 1997
- Ulster Junior Football Championships: 14
  - 1914, 1915, 1916, 1924, 1927, 1932, 1936, 1938, 1940, 1941, 1944, 1957, 1962, 1984
- Ulster Minor Football Championships: 5
  - 1937, 1938, 1952, 1959, 1974
- Ulster Under-21 Football Championships: 2
  - 1988, 1996
- Dr. McKenna Cups: 11
  - 1936, 1940, 1943, 1951, 1953, 1955, 1956, 1962, 1968, 1988, 2000

## Hurling
L'hurling ha sempre riscosso un basso successo nella contea e ciò è dimostrato dai suoi magri risultati.

### Titoli
- Ulster Junior Hurling Championships: 2
  - 1983, 17856